# Dilophothripa brachytorna
Dilophothripa brachytorna är en fjärilsart som beskrevs av George Francis Hampson 1907. Dilophothripa brachytorna ingår i släktet Dilophothripa och familjen trågspinnare. Inga underarter finns listade i Catalogue of Life.